# Ryūta Koike
Ryūta Koike (jap. 小池 龍太, Koike Ryūta; * 29. August 1995 in Hachiōji, Präfektur Tokio) ist ein japanischer Fußballspieler.

## Karriere
Ryūta Koike erlernte das Fußballspielen in den Jugendmannschaften vom Matsugaya FC und dem Yokogawa Musashino FC sowie in der Mannschaft der JFA Academy Fukushima. Seinen ersten Vertrag unterschrieb er 2014 bei Renofa Yamaguchi FC. Der Verein aus Yamaguchi spielte in der vierten Liga, der damaligen Japan Football League. 2014 belegte der Verein den vierten Tabellenplatz und stieg in die dritte Liga auf. Ein Jahr später wurde der Verein Meister der J3 League und stieg in die zweite Liga auf. 2017 wechselte er zu Kashiwa Reysol. Der Verein aus Kashiwa spielte in der höchsten Liga des Landes, der J1 League. Ende 2018 musste er mit Kashiwa den Weg in die zweite Liga antreten. Mitte 2019 verließ er den Klub und wechselte nach Europa. In Belgien unterschrieb er einen Vertrag bei Sporting Lokeren. Mit dem Verein spielte er in der zweiten belgischen Liga, der Division 1B. 2020 ging der Verein in Insolvenz. Nach 27 Zweitligaspielen für Lokeren wechselte er im Mai 2020 wieder in seine Heimat. Hier unterschrieb er einen Vertrag beim Erstligisten Yokohama F. Marinos in Yokohama. Am Ende der Saison 2022 feierte er mit den Marinos die japanische Meisterschaft. Nach 85 Ligaspielen wechselte im Januar 2025 zu dem ebenfalls in der ersten Liga spielenden Kashima Antlers.

## Erfolge
Renofa Yamaguchi FC
- Japanischer Drittligameister: 2015  ▲

Yokohama F. Marinos
- Japanischer Meister: 2022